# Наймане рабство

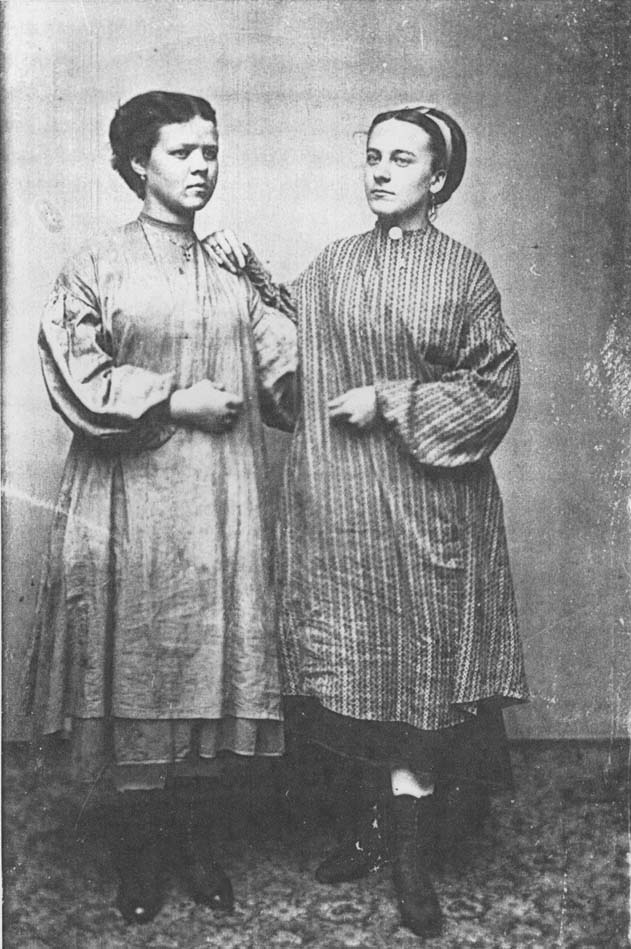
У ХІХ ст. робітниці з м. Ловелл (Массачусетс) створили громадський рух робітників, можливо перше, яке використало термін «найманне рабство»

Наймане, або зарплатне рабство — властиве капіталізму становище, у якому працівник теоретично (de jure) вільний і працює з власної волі, але на практиці (de facto) змушений торгувати власною робочою силою, переходити у становище добровільного рабства, часто підкоряючись умовам роботодавця заради того, щоб вижити, оскільки всі засоби існування людини залежать від однієї лише заробітної плати.
Цей негативно-конотований термін використовують, щоб провести аналогію між древнім рабством і становищем робітника, який заробляє найманою працею, підкреслити подібність між рабовласництвом і наймом на роботу, що можливість вибору капіталістичної системі ілюзорна. Ноам Чомскі стверджує, що у сучасних демократичних суспільствах демократичний елемент поширюється у кращому разі лише на політичну систему. Економічна система, на його думку, як і раніше, заснована на диктаті можновладців, при якому більшості індивідів відводиться другорядна роль засобів виробництва.
З точки зору критиків капіталістичної системи, наймане рабство перетворює людину на специфічну форму товару на ринку праці, позбавляє її вільного часу, необхідного для повноцінного розвитку, згубно позначається на здоров'ї (див. також каросі).
Подібність між рабством та найманою працею була помічена ще в Стародавньому Римі Цицероном. До війни Півночі та Півдня в США прихильники рабства з південних штатів порівнювали умови життя своїх рабів з умовами, в яких доводилося жити і працювати вільнонайманим працівникам у північних штатах.
З настанням промислової революції, Маркс, Прудон та інші мислителі також порівнювали найману працю і рабство, критикуючи приватну власність на засоби виробництва.

## Історія
Думки, що робота за зарплату близька до рабства, з'явилися ще в античні часи. Одним із перших був розгляд проституції як «тимчасового рабства». Продаж себе в рабство на якийсь термін був одним із способів швидше отримати римське громадянство.

Чітке визначення поняття «найманне рабство» було дано Симоном Ленге у 1763 році. К. Маркс приділив Ленге цілу главу «Теорії додаткової вартості», у якій цитує З. Ленге :

Тільки неможливість прожити інакше змушує наших поденників орати землю, плодами якої їм не доведеться скористатися, а наших мулярів — споруджувати будинки, в яких їм не доведеться жити. Злидні гонять їх на ринок, де вони піджидають панів, котрі сподобили б їх купити. Злидні змушують їх на колінах благати багатія, щоб той дозволив їм його збагачувати.

Ідею у тому, що між найманою роботою і рабством є істотна подібність, наприкінці XVIII й у ХІХ столітті часто висловлювали як прибічники рабства (особливо у південних штатах США), так і противники капіталізму (критикували і систему рабської праці теж). Деякі захисники рабства на Півдні стверджували, що працівники на Півночі «вільні лише за назвою, але [насправді] — раби нескінченної важкої праці», і що їхні раби перебували в кращому становищі. Це твердження було частково підтверджено сучасними дослідженнями, які встановили, що матеріальні умови життя і праці рабів були «краще, ніж те, що було доступно для особисто вільних міських робітників у ті часи». У той період Генрі Торо писав, що «важко, коли над тобою є наглядач із Півдня, ще гірше — якщо з Півночі; але найгірше, коли ти сам собі наглядач».
Твердження у тому, що наймані працівники — це наймані раби, було безперечним. Багато аболіціоністів у США, включаючи капіталістів з північних штатів, вважали таку аналогію хибною. Вони вважали, що наймані працівники були «ні обдуреними, ні пригнобленими». Аболіціоніст і колишній раб Фредерік Дуглас сказав «тепер я сам собі господар», коли він отримав оплачувану роботу. Авраам Лінкольн та республіканці «не заперечували твердження про те, що людину, яка все життя була найманим працівником, можна порівняти з рабом», але стверджували, що умови для них все-таки різні: найманий працівник має шанс почати працювати на себе в майбутньому, досягти самозайнятості — а у рабів такої можливості практично немає.

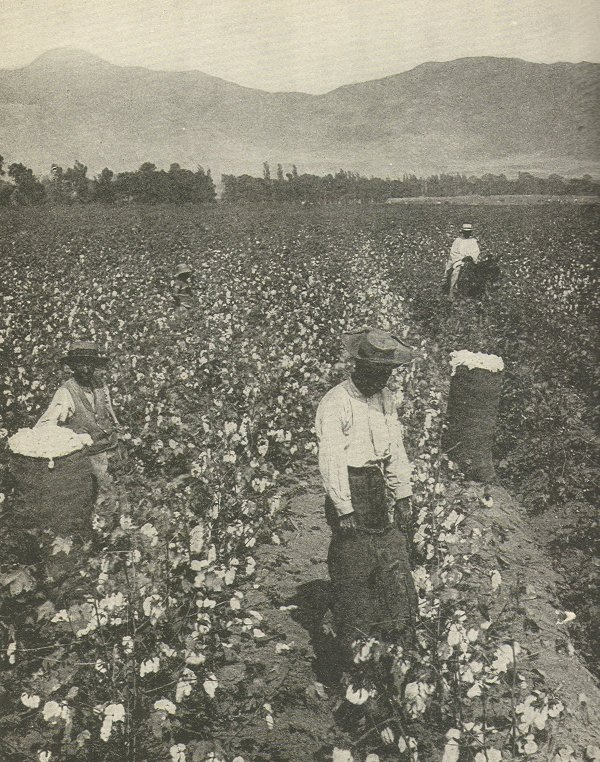
Чорношкірі наймані робітники збирають бавовну на плантації на Півдні

Проте самозайнятість ставала дедалі рідшою, коли у другій половині ХІХ ст. ремесло почало витіснятися промисловим виробництвом.
Е. П. Томпсон зазначав, що для британських робітників кінця XVIII — початку XIX століть «розрив у статусі між „слугою“ — найнятим найманим працівником, що підпорядковується господарським наказам та дисципліні — і [вільним] ремісником, який міг „прийти та піти“, коли забажає, був настільки великий, що люди швидше погодилися б пролити кров, ніж дати себе перенести з одного краю на інший. І, у системі цінностей суспільства, мав рацію той, хто пручався зниженню статусу».
Журнал «Член спілки будівельників» (англ. Member of the Builders' Union) у 1830-х роках стверджував, що профспілки «боротимуться не лише за те, щоб менше працювати і більше заробляти — але остаточно скасовувати [роботу за] зарплату [як таку]; [люди] стають самі собі господарями та працюють один для одного; праця і капітал більше не будуть розділені, але будуть нерозривно з'єднані в руках робітників та робітниць». Така перспектива надихала «Велику національну консолідовану профспілку», у якій в 1834 був «подвійна мета синдикалістських спілок: захист працівників в рамках існуючої системи та формування ядер майбутнього суспільства», в якому профспілки «візьмуть під контроль всю промисловість в країні».
«Дослідження показали — підсумував Вільям Лазонік, — що „народжені вільними англійці“ вісімнадцятого століття — навіть ті, хто, через обставини, змушені були займатися сільськогосподарською найманою працею (наймити) — вперто чинили опір переходу в капіталістичну майстерню».
Використання терміна «наймане/зарплатне рабство» (англ. wage slavery) організаціями трудящих бере свій початок, мабуть, з протестів робітниць з організації «Lowell Mill Girls» у 1836 році. Надалі цей термін використовувався багатьма організаціями робітників середини ХІХ століття, щоб позначити недолік робочого самоврядування. Однак до кінця XIX ст. він поступово замінювався на більш нейтральний термін «зарплатна робота» (англ. wage work), у міру того, як організації трудящих стали приділяти більше уваги зростанню заробітної плати, ніж несамостійності найманих працівників.
Карл Маркс описував капіталістичне суспільство як посягаюче на індивідуальну автономію. При цьому він ґрунтувався на матеріалістичній та споживчій концепції тіла та його свободи (тобто того, що продається, здається в оренду або відчужується у класовому суспільстві).

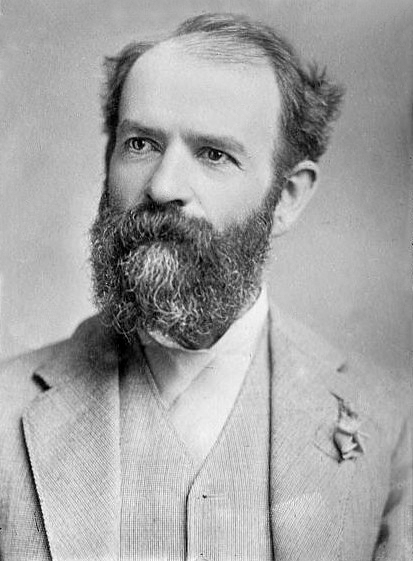
Американський фінансист Джей Гулд. Найнявши штрейкбрехерів, він сказав: «Я можу найняти половину робітничого класу, щоб убити іншу половину».

У літературі, що критикує найману роботу, проводиться кілька паралелей між такою роботою та рабством:
1. Оскільки невільник — власність, його цінність для власника у певному сенсі вища, ніж цінність працівника, який може піти, може бути звільнений чи замінений. Рабовласник, висловлюючись фінансовою мовою, робив більші інвестиції у свого раба (купуючи і навчаючи його), ніж у свого найманого працівника, якому платив тільки зарплату. З цієї причини, під час економічного спаду, невільники не могли бути звільнені так само, як наймані працівники. Водночас, «найманий раб», як і раб справжній, може отримати травму або каліцтво, через яке його ціна на ринку праці знизиться (аж до нуля — за повної втрати працездатності). У цьому випадку, за відсутності соціального забезпечення та соціальних гарантій, і той, і інший можуть бути приречені на смерть. У ХІХ столітті умови життя американських рабів поліпшилися порівняно з XVIII ст.[18], і, як стверджували історики Фогель і Енгерман, документи плантацій показували, що раби стали працювати менше, ніж раніше, їхнє харчування покращилось, а тілесні покарання стали застосовуватися лише зрідка — тобто матеріальні умови існування рабів XIX ст. стали «краще, ніж зазвичай доступні для вільних міських чорноробів у ті часи»[19]. Це сталося частково через рабовласницькі психологічні стратегії в економічній системі, відмінною від системи капіталістичного найманого рабства. За словами Марка Сміта з «Товариства економічної історії» (англ. Economic History Society), «такий патерналізм (нехай настирливий і тиранічний), який виявляли господарі, та методи, які використовували раби, щоб маніпулювати ним, зробили спроби рабовласників встановити капіталістичні режими роботи на своїх плантаціях неефективними і таким чином дозволили рабам добитися деякої автономії»[32]. Подібним чином, різні стратегії боротьби були сприйняті найманими працівниками, які створювали профспілки, каси взаємодопомоги і т. д., які сприяли підвищенню їхнього рівня життя з часів початку промислової революції. Але незважаючи на все це, виробничі травми та професійні захворювання продовжують забирати життя як мінімум 2,3 мільйона робітників на рік по всьому світу[33], а «від 184 до 208 млн робітників страждають від професійних захворювань». Ще близько 270 млн випадків тілесних ушкоджень «викликані факторами, що запобігають, на робочому місці»[34][35].
2. На відміну від раба, найманий працівник може (крім випадків безробіття або відсутності вакансій) вибирати роботодавця, але зазвичай цей вибір невеликий, а спроби встановити робочий контроль над бізнесом роботодавця можуть призвести до насильства та інших небажаних наслідків. У деяких випадках найманий працівник може вибирати або роботу в одного лише роботодавця, або бідність та голод. Якщо раб відмовиться працювати, до нього може бути застосовані різні покарання: від позбавлення їжі до побоїв; проте економічно раціональний рабовласник швидше використовує позитивну мотивацію, щоб досягти кращих результатів і не втратити свої вкладення в дорогого раба[36][37][38].
3. Історично раби могли займатися різною діяльністю, займати різні посади і мати різний статус у суспільстві — майже так само, як і вільні люди; це показує деякі подібності між класичним та найманим рабством[39].
4. Ймовірно, наймане рабство, як і звичайне, не властиве «незмінній природі людини», але є «специфічною реакцією на матеріальні та історичні умови», яка «відтворюється в мешканцях, у суспільних відносинах… в ідеях… і в суспільних формах повсякденного життя»[40].
5. Той факт, що прихильники найманого рабства перемогли прихильників класичного рабства у війні Півночі та Півдня і як би виграли у них легітимність своєї суспільної системи в ході якогось «змагання», часто заважає бачити схожість між найманим і звичайним рабством. І ті, й інші мали дуже позитивні оцінки та аргументи на свою користь, і ті, й інші прагнули обмовити своїх опонентів[21][22][41].

Самі працівники також наголошували на подібності між звичайним і найманим рабством. Наприклад, у ХІХ ст. «Lowell Mill Girls», які, наскільки відомо, нічого не знали про європейський марксизм чи анархізм, засудили «деградацію і субординацію» нової індустріальної системи, а також «новий дух епохи: добувати багатство, забувши про всіх, крім себе», підтримували вимогу про те, що «ті, хто працюють на ткацьких фабриках, повинні належати собі».

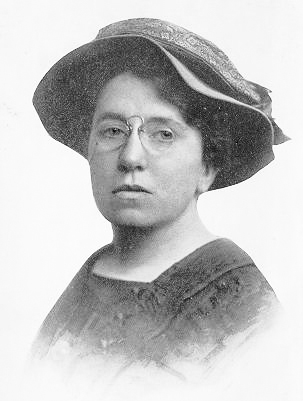
Емма Гольдман яскраво засудила наймане рабство, сказавши: «Єдина відмінність у тому, що Ви наймаєте рабів замість того, щоб [силою] утримувати рабів»

Захисники системи найманої праці, як і захисники рабства, пов'язували залежність однієї людини від іншої із залежністю людини від природи; вони стверджували, що ієрархія і соціальна система особливих виробничих відносин притаманна природі людини, і що вона більш насильницька, ніж сама реальність життя. Відповідно до цієї точки зору, будь-яка спроба з кращих спонукань змінити такий статус-кво — наївна, утопічна і призведе лише до погіршення умов життя. Лідери існуючих протягом тривалого часу рабовласницьких та капіталістичних товариств стверджували, що саме їхня суспільна система забезпечує багатство і процвітання. І ті, й інші, у певному сенсі, створювали робочі місця та робили ризиковані інвестиції. Наприклад, рабовласники теж ризикували, як і підприємці за капіталізму; так, вони могли втратити гроші, вкладені у купівлю дорогих рабів, які потім могли захворіти чи померти; а продукція рабовласницьких господарств могла не мати хорошого попиту над ринком. Нарешті, хоч зрідка, а й звичайний, і найманець міг стати господарем (іноді через важку роботу, іноді іншим чином). Історії типу «з обірванців у мільйонери» іноді траплялися за капіталізму; однак «перетворення раба на господаря» теж траплялося в місцях на кшталт колоніальної Бразилії, де раби могли викуповувати свою волю і потім ставати підприємцями, самозайнятими ремісниками і навіть рабовласниками. Деяка соціальна мобільність існувала і за рабовласницькому ладі, і за капіталізму — всупереч заявам критиків концепції найманого рабства у тому, що у найманого працівника завжди є можливість власними зусиллями змінити свій соціальний статус, а раба не могло її бути.
Антрополог Девід Гребер зазначає, що перша відома в історії наймана праця — хоч в античній Греції або Римі, хоч у містах-державах малайців і суахілі на островах Індійського океану — фактично була здаванням рабів в оренду (зазвичай господар-орендодавець отримував частину грошей, зароблених рабом, решта залишалося останньому на їжу). Такі домовленості, за Гребером, мали багато спільного з рабством у Новому Світі (у США та Бразилії). Сиріл Джеймс стверджував, що більшість способів організації праці фабричних робітників за часів промислової революції були раніше випробувані на рабовласницьких плантаціях.

### Скорочення частоти вживання терміна

Наприкінці ХІХ ст. використання терміна «наймане рабство», як і його значення, знижувалося.

Наприкінці XIX століття термін «наймане рабство» став використовуватися рідше, у міру того, як робітничі організації на кшталт «Лицарів праці» та «Американської федерації праці» поступово перейшли від ідей робочого самоврядування до профспілкової ідеології. В основному, це було викликане бурхливим розвитком промислового виробництва після індустріальної революції і що виникло внаслідок цього домінуванням найманої праці. Іншим фактором була імміграція та демографічні зміни, що призвели до розбіжностей між робітниками на національному ґрунті.

## Трактування терміна у різних економічних системах

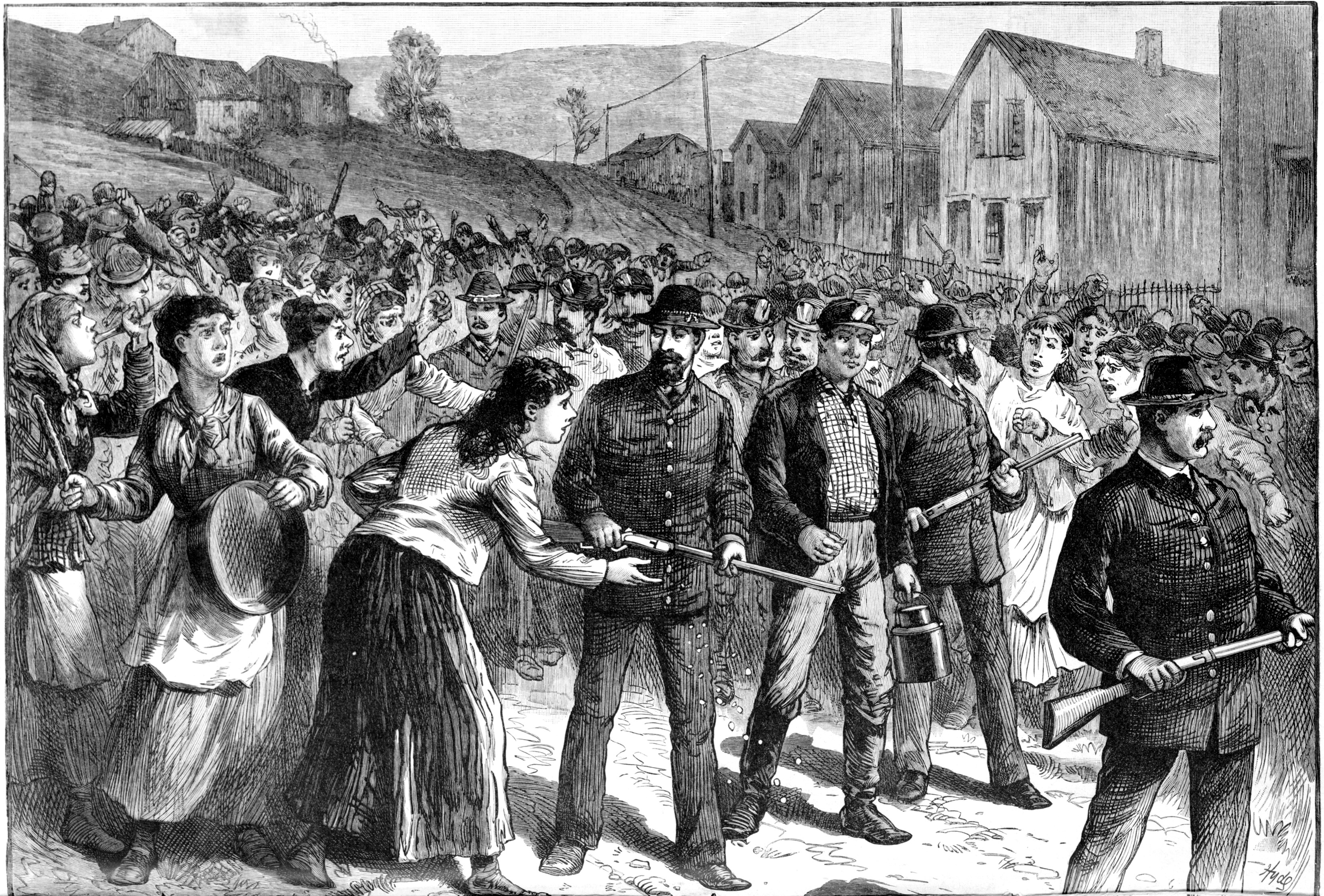
Охоронці з Національне детективне агентство Пінкертона супроводжують штрейкбрехерів у селищі Бачтель, Огайо. 1884 р.

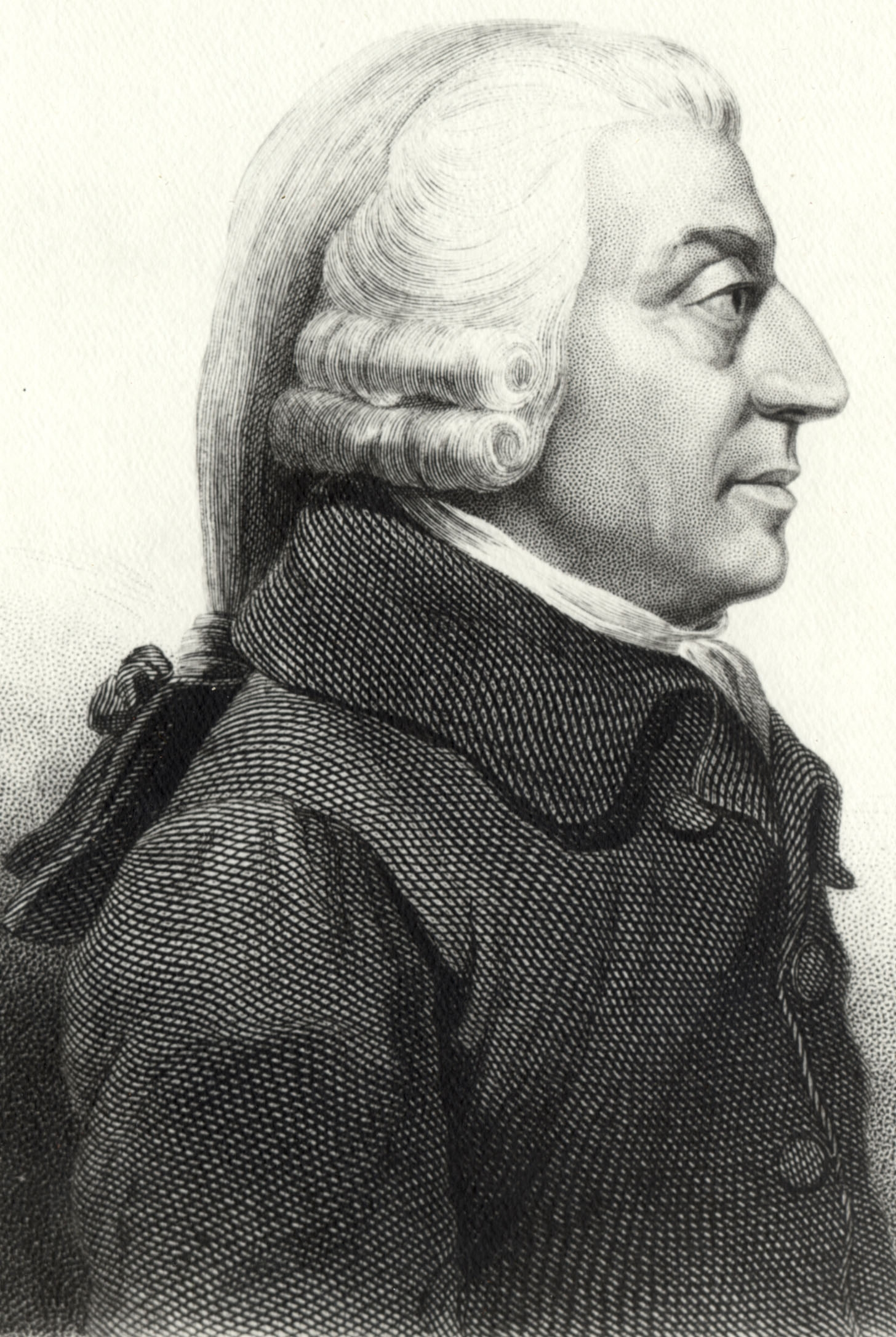
Адам Сміт.

Деякі антикапіталістичні мислителі заявляли, що еліта підтримує наймане рабство та роз'єднання робітничого класу, користуючись своїм впливом на засоби масової інформації та розваг, освітні установи, а також за допомогою несправедливих законів, націоналістичної та корпоративної пропаганди, усілякого стимулювання до прийняття цінностей, угодних правлячій верхівці, прямого державного насильства, страху безробіттям, нарешті, «історичної спадщини» як експлуатації та накопичення/перерозподілу прибутку при колишніх економічних системах. Під це було підведено певну економічну теорію.

Так, Адам Сміт зазначив, що роботодавці часто вступають у таємні змови між собою, щоб підтримувати низький рівень зарплат:

Інтереси торговців… в будь-якій окремо взятій галузі торгівлі чи виробництва — завжди в деяких аспектах відрізняються від інтересів суспільства, і навіть протирічать їм. Ці люди зазвичай зацікавлені в тому, щоб обманювати і навіть гнобити суспільство. Ми, як було сказано, рідко чуємо про союзи господарів, але часто — про союзи робітників. Але якщо хтось думає, нібито господарі рідко об'єднуються, — це означає, що він просто не розбирається в цій темі. Роботодавці завжди і всюди знаходяться у такому собі мовчазному союзі між собою, в згоді не підвищувати оплату праці вище нинішнього рівня… Нескладно, однак, передбачити, яка з двох сторін отримає (при всіх звичайних обставинах) перевагу в суперечці і змусить іншу сторону погодитись з запропонованими умовами.
Оригінальний текст (англ.)
The interest of the dealers... in any particular branch of trade or manufactures, is always in some respects different from, and even opposite to, that of the public… [They] have generally an interest to deceive and even to oppress the public… We rarely hear, it has been said, of the combinations of masters, though frequently of those of workmen. But whoever imagines, upon this account, that masters rarely combine, is as ignorant of the world as of the subject. Masters are always and everywhere in a sort of tacit, but constant and uniform combination, not to raise the wages of labor above their actual rate… It is not, however, difficult to foresee which of the two parties must, upon all ordinary occasions, have the advantage in the dispute, and force the other into a compliance with their terms.

### Капіталізм
Концепція найманого рабства імовірно сходить до докапіталістичних діячів, таких як Джерард Уінстенлі (радикальний християнський рух дигерів в Англії), який у 1649 р. у своєму памфлеті «Новий закон чесноти» (англ. The New Law of Righteousness) написав, що «не буде ні покупки, ні продажу, ні ярмарків, ні ринків — але вся Земля буде спільною скарбницею для кожної людини» і що «ніхто не буде паном над іншими, але кожен буде паном самому собі».
Ще Аристотель стверджував, що «громадяни не повинні жити механічним або меркантильним життям (бо таке життя — ганебне і вороже чесноті)» («Політика» 1328b-1329a). А Цицерон у 44 р. до н. е.: «вульгарні кошти для існування всіх найманих робітників, яким ми платимо лише за ручну працю, не за художню майстерність; у тому випадку ту платню, що вони отримують — запорука їх рабства». У чомусь подібну критику висловлювали і деякі прихильники лібералізму, такі як Генрі Джордж, Сільвіо Гезелль, Томас Пейн, а також католицькі дистрибутисти.
За Марксом та анархістами, на кшталт Бакуніна і Кропоткіна, наймане рабство має класову природу та обумовлене наявністю приватної власності (за кошти виробництва) та держави. Основні причини цієї класової ситуації такі:
1. існування власності, що не призначена для активного використання;
2. концентрація власності у руках небагатьох людей;
3. відсутність прямого доступу робітників до засобів виробництва та споживчих товарів;
4. збереження резервної армії праці[en], що складається з безробітних робітників.

а серед вторинних причин існування найманого рабства можна назвати:
1. розтрат трудових та інших ресурсів на виробництво товарів марної розкоші;
2. знищення частини товарів із метою підтримки високих цін;
3. існування безлічі посередників між виробником та споживачем, які отримують свою частку, не вносячи реального внеску у виробництво товарів.

### Комунізм
Як американські, і російські ЗМІ описували СРСР як комуністичне чи соціалістичне суспільство. На думку американського філософа лівого напрямку Ноама Чомскі, жорстокість Радянської держави і руйнування робочих рад стали вважатися зумовленими соціалізмом і комунізмом, що допомагало очорняти ці політичні рухи і представляти капіталістичний найману працю як нібито єдину альтернативу радянській моделі.

### Фашизм
При фашистському режимі профспілки придушувалися сильніше, ніж у Європі та США. Фашистська економічна політика, що проводилась у 1920-х та 1930-х роках, призвела до зростання іноземних (особливо американських) інвестицій в Італії та Німеччині.

Відомі критики фашизму, такі як Буенавентура Дурруті, вважали, що фашизм — це зброя та притулок привілейованих людей, які бажають і надалі зберегти наймане рабство:

Жоден уряд не бореться з фашизмом, щоб знищити його. Коли буржуазія бачить, що влада вислизує в неї з рук, она нарощує фашизм, щоб зберегти свох привілеї.
Оригінальний текст (англ.)
No government fights fascism to destroy it. When the bourgeoisie sees that power is slipping out of its hands, it brings up fascism to hold onto their privileges.

Проте Юліус Евола вважав фашизм надто орієнтованим на робітників та соціалістичним, про що писав у своїй книзі «Фашизм: Критика справа».